# Lili Araujo
Aline Araujo Ferreira (Rio de Janeiro, 20 de julho de 1982), conhecida como Lili Araujo, é uma produtora cultural, cantora e compositora brasileira.
Seu primeiro CD Arribação, foi lançado em 2008 pela gravadora austríaca Oficina Records e lançado no Brasil e Europa. Seu segundo CD Casa Aberta, foi lançado pela gravadora Delira Música, em 2012. Suas composições já foram gravadas por Valéria Lobão e Tamy.